# Dorfkirche Buchholz (bei Röbel)

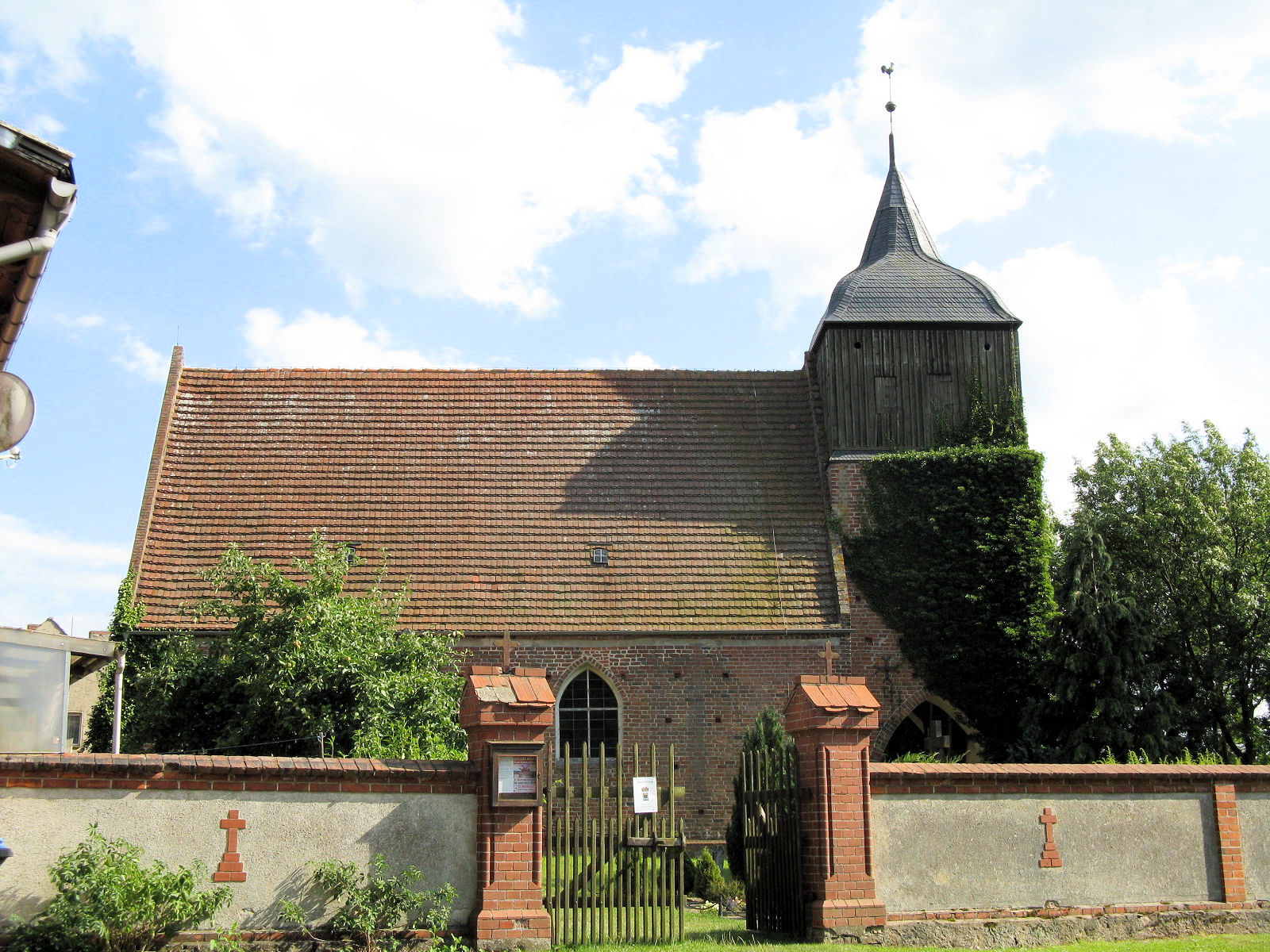
Dorfkirche Buchholz

Die Dorfkirche ist ein denkmalgeschütztes Kirchengebäude in Buchholz, einer Gemeinde im Landkreis Mecklenburgische Seenplatte (Mecklenburg-Vorpommern). Sie gehört zur Propstei Neustrelitz des Kirchenkreises Mecklenburg der Evangelisch-Lutherischen Kirche in Norddeutschland (Nordkirche).

## Geschichte und Architektur
Die flachgedeckte Saalkirche wurde in der ersten Hälfte des 14. Jahrhunderts in Backstein auf einem Granitsockel errichtet. Die östlichen Blendgiebel befinden sich über einer Reihe mit plastischen Köpfen. Die Wände sind durch spitzbogige Fenster und drei Spitzbogenportale mit profilierten Gewänden gegliedert. Bei einer Instandsetzung von 1934 bis 1935 wurden die Fenster vereinheitlicht. Die Schildbögen im Innenraum waren ursprünglich für Gewölbe vorgesehen, sie wurden verändert und verputzt. Die Wandmalereien wurden um 1930 von der Berliner Künstlerin Cohnert gefertigt.

## Turm
Der Westturm ist an drei Seiten spitzbogig zu einer Laube geöffnet, er wurde nachträglich angebaut. Der Aufsatz mit einer Haube wurde wohl um 1700 verbrettert.

## Ausstattung
- Das Wandbild der Seepredigt Christi ist eine Arbeit von H. Kohnert.
- Der Schnitzaltar wurde Ende des 16. Jahrhunderts angefertigt. Der Aufsatz mit einer Kreuzigungsgruppe ist triumphbogenförmig, in den seitlichen Nischen stehen Figuren der Evangelisten.
- Die Taufe mit Deckel stammt von der zweiten Hälfte des 18. Jahrhunderts.
- Die geschnitzte Kanzel wurde im 18. Jahrhundert angefertigt.